# Обнинская агломерация
О́бнинская агломера́ция (О́бнинско-Бо́ровская агломера́ция, Бо́ровско-О́бнинская агломера́ция, Се́верная агломера́ция, САКО) — городская агломерация с центром в городе Обнинске на севере Калужской области, у границ Московской области. Обнинскую агломерацию иногда включают в Калужско-Обнинскую полицентрическую агломерацию-конурбацию или (целиком или частично) в периферийную часть Московской агломерации.

## Состав агломерации
В состав агломерации входит семь городов, что является уникальным явлением для Калужской области, а также редким для всего Центрального федерального округа, в котором только две агломерации (Московская и Тульско-Новомосковская) имеют в своём составе бо́льшее число городов.
| Город         | площадь (на 1.01.2016, га) | население (на 1.01.2021, человек) |
| ------------- | -------------------------- | --------------------------------- |
| Обнинск       | 4297                       | 125 376                           |
| Малоярославец | 1805                       | 41 836                            |
| Балабаново    | 1785                       | 29 029                            |
| Жуков         | 2112                       | 16 224                            |
| Боровск       | 2430                       | 12 598                            |
| Ермолино      | 724                        | 10 809                            |
| Белоусово     | 296                        | 10 946                            |
| ВСЕГО         | 13 449                     | 246 818                           |

Численность населения города-центра агломерации и остальных городов, входящих в её состав (вместе взятых), практически равны, что позволяет считать Обнинскую агломерацию развитой, у которой нет гипертрофии центра, на что указывает также и то, что помимо центрального города, в неё входит ещё шесть городов.
В состав агломерации входит новая крупная промышленная зона «Индустриальный парк „Ворсино“», сооружаемая на межселенных территориях.
В административном отношении Обнинская агломерация располагается на территории городского округа «Город Обнинск», а также трёх муниципальных районов Калужской области: Боровского, Жуковского и Малоярославецкого, однако некоторые части указанных районов либо входят в другие агломерации (в частности Калужскую, Серпуховскую), либо удалены от городов агломерации и не образуют их пригородную зону.
В 2018 году было заявлено о проекте «цифровая Обнинская агломерация» в составе Обнинска, а также Боровского, Жуковского и Малоярославецкого районов.
В 2018 году руководством Калужской области высказывалась мысль о том, что представляется рациональным создание «Северной агломерации» (САКО) в составе городского округа Обнинск, а также Боровского, Жуковского и Малоярославецкого районов.
В 2019 году в правительстве Калужской области говорилось о «Калужской агломерации», в состав которой (помимо её ядра — городского округа Калуга) должны входить Малоярославецкий, Бабынинский, Перемышльский, Ферзиковский, Дзержинский районы и город Обнинск.

### Сельские агломерации в составе Обнинской городской агломерации
В составе Обнинской городской агломерации правительство Калужской области обозначило несколько центров сельских агломераций:
- г. Боровск
- г. Малоярославец
- г. Жуков
- г. Балабаново
- г. Белоусово.